# Sistemazione a cavalletto

Schema. cap: capezzagna; cav: cavalletto; cpf: capofosso; sc: scolina

La sistemazione a cavalletto o alla bolognese è una tradizionale sistemazione idraulico-agraria del terreno in uso nel Bolognese e nel Ferrarese, adatta alla regimazione idraulica di terreni pesanti, ad alto tenore in limo o argilla, e interessati da falde superficiali.
La sistemazione, piuttosto efficiente sotto l'aspetto idraulico, è caduta in disuso a causa della sua complessità, della forte incidenza delle tare e della limitata compatibilità con la meccanizzazione. È abbastanza simile alla piantata, in uso in altri comprensori della pianura emiliana, dalla quale differisce sostanzialmente per la maggiore profondità dell'affossatura. L'elemento caratterizzante di questa sistemazione è il cavalletto o strena, una striscia di terreno larga da 3-4 m a 5-6 m, ospitante un filare di piante arboree e delimitato da due scoline, interposto fra i due lati maggiori di due appezzamenti adiacenti coltivati con colture erbacee.
Gli appezzamenti sono di forma rettangolare, larghi 20-40 metri e lunghi 80-120 metri fino ad un massimo di 150 metri. La baulatura è a padiglione, con linea di colmo longitudinale, disposta lungo la mezzeria, e falde orientate principalmente verso i lati maggiori e, in misura più contenuta, verso le testate. 
L'affossatura è composta da un sistema di scoline longitudinali, disposte lungo i lati maggiori degli appezzamenti e dei cavalletti, che confluiscono nei capofossi trasversali, questi ultimi disposti lungo le testate e affiancati da una o due capezzagne. Gli elementi idraulici di maggior rilievo sono la marcata profondità delle scoline, necessaria per abbassare il franco di coltivazione, e la rilevante freccia di baulatura, con dislivelli dell'ordine di 60-70 cm fra la linea di colmo e il lato maggiore dell'appezzamento. Queste peculiarità rendono particolarmente efficiente lo sgrondo superficiale delle acque, contenendo l'infiltrazione in terreni in cui lo sgrondo sottosuperficiale è ostacolato dalla tessitura fine e dalla modesta profondità della falda. D'altra parte si rivela piuttosto elevata l'incidenza delle tare, dell'ordine del 15%, con punte che possono sfiorare il 20%. La presenza del cavalletto e dell'affossatura adiacente rappresentano inoltre un ostacolo alla meccanizzazione e, soprattutto, un costo non trascurabile per la manutenzione della sistemazione, reso ancora più oneroso per la tipologia a padiglione della baulatura.